# Вільгельм Браун
Вільгельм Браун (нім. Wilhelm Braun; 14 березня 1886, Кассель — 2 травня 1918, Па-де-Кале) — німецький офіцер-підводник, оберлейтенант-цур-зее резерву кайзерліхмаріне.

## Біографія
В квітні 1911 року вступив на флот. Учасник Першої світової війни. З 24 вересня 1917 по 9 березня 1918 року — командир підводного човна SM UB-12, з 1 лютого 1918 року — SM UB-31. 2 травня 1918 року човен підірвався на міні в Дуврській протоці і затонув. Всі 26 членів екіпажу загинули.
Всього за час бойових дій потопив 3 кораблі загальною водотоннажністю 1661 тонн і пошкодив 1 корабель (6570 тонн).
| Дата            | Назва корабля         | Тип        | Тоннаж | Вантаж             | Загиблі | Країна             |
| --------------- | --------------------- | ---------- | ------ | ------------------ | ------- | ------------------ |
| 28 лютого 1918  | Heenvliet             | Пароплав   | 492    | Генеральні вантажі |         | Нідерланди         |
| 20 березня 1918 | Boorara (пошкоджений) | Пароплав   | 6,570  | Генеральні вантажі | 5       | Британська імперія |
| 24 квітня 1918  | Agnete                | Пароплав   | 1,127  | Вугілля            | 12      | Британська імперія |
| 25 квітня 1918  | Joseph                | Вітрильник | 42     | Баласт             | 0       | Франція            |

## Звання
- Віцештурман резерву (26 травня 1912)
- Лейтенант-цур-зее резерву (18 листопада 1914)
- Оберлейтенант-цур-зее резерву (17 червня 1917)

## Нагороди
- Залізний хрест 2-го і 1-го класу